# Tour de l'Ain 2014
La 26ª edición del Tour de l'Ain  tuvo lugar del 12 al 16 de agosto del 2014. Salió de la ciudad de Saint-Amour y terminó en la población de Arbent.
Estuvo inscrita en el UCI Europe Tour 2013-2014, dentro de la categoría 2.1.
El ganador final fue Bert-Jan Lindeman tras hacerse con la etapa de montaña (la 3.ª) consiguiendo una ventaja suficiente para alzarse con la victoria. Le acompañaron en el podio Romain Bardet y Daniel Martin, respectivamente.
El las clasificaciones secundarias se impusieron, Julian Alaphilippe (puntos y jóvenes quien además se hizo con la última etapa) Jordi Simón (montaña) y Ag2r La Mondiale (equipos).

## Equipos participantes
Tomaron parte en la carrera 16 equipos: 5 de categoría UCI ProTeam; 4 de categoría Profesional Continental; 6 de categoría Continental; y 1 selección joven. Formando así un pelotón de 96 ciclistas, con 6 corredores cada equipo. Los equipos participantes fueron:
| Equipo                       | Cód. UCI | Categoría               |
| ---------------------------- | -------- | ----------------------- |
| Ag2r La Mondiale             | ALM      | UCI ProTeam             |
| FDJ.fr                       | FDJ      | UCI ProTeam             |
| Garmin-Sharp                 | GRS      | UCI ProTeam             |
| Omega Pharma-QuickStep       | OPQ      | UCI ProTeam             |
| Team Europcar                | EUC      | UCI ProTeam             |
| Bretagne-Séché Environnement | BSE      | Profesional Continental |
| Cofidis, le Crédit en Ligne  | COF      | Profesional Continental |
| Colombia                     | COL      | Profesional Continental |
| Wanty-Groupe Gobert          | WGG      | Profesional Continental |
| Continental Team Astana      | AS2      | Continental             |
| BigMat-Auber 93              | BIG      | Continental             |
| La Pomme Marseille 13        | LPM      | Continental             |
| Rabobank Development Team    | RDT      | Continental             |
| Roubaix-Lille Métropole      | RLM      | Continental             |
| Team Ecuador                 | ECU      | Continental             |
| Selección Joven de Francia   | FRA      | Selección nacional      |

## Etapas
| Etapa    | Fecha        | Recorrido                            | km        | Ganador            | Líder             |
| -------- | ------------ | ------------------------------------ | --------- | ------------------ | ----------------- |
| Prólogo  | 12 de agosto | Saint-Amour-Saint-Amour              | 4,5 (CRI) | Gianni Meersman    | Gianni Meersman   |
| 1ª etapa | 13 de agosto | Domaine de Chalain-La Plaine tonique | 143,3     | Raymond Kreder     | Gianni Meersman   |
| 2ª etapa | 14 de agosto | Bourg-en-Bresse-Saint-Vulbas         | 158,5     | Gianni Meersman    | Gianni Meersman   |
| 3ª etapa | 15 de agosto | Lagnieu-Lélex                        | 141,8     | Bert-Jan Lindeman  | Bert-Jan Lindeman |
| 4ª etapa | 16 de agosto | Nantua-Arbent                        | 130,7     | Julian Alaphilippe | Bert-Jan Lindeman |

## Clasificaciones finales

### Clasificación general
| Posición | Ciclista               | Equipo                      | Tiempo           |
| -------- | ---------------------- | --------------------------- | ---------------- |
|          | Bert-Jan Lindeman      | Rabobank Development        | 14 h 47 min 26 s |
| 2        | Romain Bardet          | Ag2r La Mondiale            | a 11 s           |
| 3        | Daniel Martin          | Garmin-Sharp                | a 1 min 36 s     |
| 4        | Julian Alaphilippe     | Omega Pharma-Quick Step     | a 2 min 16 s     |
| 5        | Jean-Christophe Péraud | Ag2r La Mondiale            | a 2 min 27 s     |
| 6        | Rémy Di Gregorio       | La Pomme Marseille 13       | a 2 min 42 s     |
| 7        | Romain Sicard          | Europcar                    | m.t.             |
| 8        | Yoann Bagot            | Cofidis, le Crédit en Ligne | a 3 min 24 s     |
| 9        | Pierre Latour          | Selección Joven de Francia  | a 3 min 26 s     |
| 10       | Grégoire Tarride       | La Pomme Marseille 13       | a 3 min 28 s     |

### Clasificación por puntos
| Posición | Ciclista           | Equipo                  | Puntos |
| -------- | ------------------ | ----------------------- | ------ |
|          | Julian Alaphilippe | Omega Pharma-Quick Step | 57     |
| 2        | Gianni Meersman    | Omega Pharma-Quick Step | 56     |
| 3        | Daniel Martin      | Garmin-Sharp            | 36     |
| 4        | Raymond Kreder     | Garmin-Sharp            | 34     |
| 5        | Marc Sarreau       | FDJ.fr                  | 32     |

### Clasificación de la montaña
| Posición | Ciclista          | Equipo                  | Puntos |
| -------- | ----------------- | ----------------------- | ------ |
|          | Jordi Simón       | Ecuador                 | 45     |
| 2        | Bert-Jan Lindeman | Rabobank Development    | 35     |
| 3        | Julien El Fares   | La Pomme Marseille 13   | 32     |
| 4        | Romain Bardet     | Ag2r La Mondiale        | 19     |
| 5        | Carlos Verona     | Omega Pharma-Quick Step | 18     |

### Clasificación de los jóvenes
| Posición | Ciclista           | Equipo                     | Tiempo           |
| -------- | ------------------ | -------------------------- | ---------------- |
|          | Julian Alaphilippe | Omega Pharma-Quick Step    | 14 h 49 min 42 s |
| 2        | Pierre Latour      | Selección Joven de Francia | a 1 min 10 s     |
| 3        | Artur Fedosseyev   | Continental Astana         | a 1 min 57 s     |
| 4        | Edward Díaz        | Colombia                   | a 2 min 57 s     |
| 5        | Lennard Hofstede   | Rabobank Development       | a 9 min 36 s     |

### Clasificación por equipos
| Posición | Equipo                       | Tiempo           |
| -------- | ---------------------------- | ---------------- |
|          | Ag2r La Mondiale             | 44 h 28 min 33 s |
| 2        | La Pomme Marseille 13        | a 4 min 14 s     |
| 3        | Cofidis, le Crédit en Ligne  | a 6 min 28 s     |
| 4        | Omega Pharma-Quick Step      | a 9 min 07 s     |
| 5        | Bretagne-Séché Environnement | a 11 min 03 s    |

## Evolución de las clasificaciones
| Etapa (Vencedor)                | Clasificación general | Clasificación por puntos | Clasificación de la montaña | Clasificación de los jóvenes | Clasificación por equipos |
| ------------------------------- | --------------------- | ------------------------ | --------------------------- | ---------------------------- | ------------------------- |
| Prólogo (CRI) (Gianni Meersman) | Gianni Meersman       | Gianni Meersman          | Jérôme Coppel               | Julian Alaphilippe           | Omega Pharma-Quick Step   |
| 1.ª etapa (Raymond Kreder)      | Gianni Meersman       | Gianni Meersman          | Roman Semyonov              | Julian Alaphilippe           | Omega Pharma-Quick Step   |
| 2.ª etapa (Gianni Meersman)     | Gianni Meersman       | Gianni Meersman          | Roman Semyonov              | Julian Alaphilippe           | Omega Pharma-Quick Step   |
| 3.ª etapa (Bert-Jan Lindeman)   | Bert-Jan Lindeman     | Gianni Meersman          | Bert-Jan Lindeman           | Julian Alaphilippe           | Ag2r La Mondiale          |
| 4.ª etapa (Julian Alaphilippe)  | Bert-Jan Lindeman     | Julian Alaphilippe       | Jordi Simón                 | Julian Alaphilippe           | Ag2r La Mondiale          |
| Final                           | Bert-Jan Lindeman     | Julian Alaphilippe       | Jordi Simón                 | Julian Alaphilippe           | Ag2r La Mondiale          |